# Fumaria agraria
Fumaria agraria är en vallmoväxtart som beskrevs av Mariano Lagasca y Segura. Fumaria agraria ingår i släktet jordrökar, och familjen vallmoväxter. Inga underarter finns listade i Catalogue of Life.